# Robert Palmer (musicologo)
Robert Franklin Palmer Jr. (Little Rock, 19 giugno 1945 – Valhalla, 20 novembre 1997) è stato un musicologo, scrittore, clarinettista sassofonista e produttore blues statunitense.
È noto soprattutto per i suoi saggi nel campo della musica; per il suo lavoro come giornalista musicale per il New York Times e la rivista Rolling Stone; per il suo lavoro di produzione di registrazioni blues (tra cui la colonna sonora del film Deep Blues ); e per aver suonato il clarinetto come membro della jazz band degli anni '60 Insect Trust.

## Biografia

### Inizio carriera
Robert Franklin Palmer Jr. nacque a Little Rock, Arkansas, figlio di un musicista e insegnante di scuola, Robert Palmer Sr.
Attivista per i diritti civili e la pace presso lo Student Nonviolent Coordinating Committee negli anni '60, Palmer Jr. si laureò alla Little Rock University (in seguito University of Arkansas - Little Rock) nel 1964. Poco dopo lui e i musicisti Nancy Jeffries, Bill Barth e Luke Faust formarono un gruppo di musica psichedelica, gli Insect Trust, mescolando jazz, folk e blues con il rock and roll. La band registrò il suo primo album omonimo con la Capitol Records nel 1968. Palmer continuò a suonare il clarinetto e il sassofono di tanto in tanto nelle band locali nelle zone in cui visse per il resto della sua vita.

### Periodo successivo
Nei primi anni '70, Palmer divenne redattore collaboratore del periodico Rolling Stone e lavorò come giornalista per riviste cinematografiche. Divenne il primo critico rock a tempo pieno per il New York Times, ricoprendo il ruolo apicale tra i critici di musica pop per il giornale dal 1976 al 1988. Secondo la National Public Radio, Palmer è stato il "primo scrittore rock a tempo pieno" del New York Times.
Nel 1985 fu reclutato dagli amici Keith Richards e Ronnie Wood per suonare il clarinetto nella canzone Silver and Gold di Bono degli U2 per l'album Sun City degli Artists United Against Apartheid.
Palmer iniziò a insegnare corsi di etnomusicologia e musica americana in vari college, tra cui l'Università del Mississippi. Nei primi anni '90, iniziò a produrre album blues per artisti della Fat Possum Records, come RL Burnside e Junior Kimbrough. Dopo aver vissuto dal 1988 al 1992 vicino a Memphis, trascorse circa sei mesi in una tenuta di campagna vicino a Little Rock prima di trasferirsi definitivamente all'inizio del 1993 a New Orleans, Louisiana, la sua casa fino alla morte.
Palmer lavorò anche come sceneggiatore, narratore e direttore musicale di due film documentari The World According to John Coltrane (da lui anche diretto, con Toby Byron) e Deep Blues (basato sul suo libro omonimo).

## Opere

### Opere letterarie
Due dei suoi libri più noti sono lo studio storico Deep Blues (Penguin, 1982) e Rock & Roll: An Unruly History (Harmony, 1995), quest'ultimo libro complementare alla serie di documentari televisivi in dieci puntate della BBC e della PBS Rock & Roll (aka Dancing in the Street), per la quale è stato consulente capo. Ha scritto un libro su Jerry Lee Lewis, intitolato Jerry Lee Lewis Rocks. Una raccolta dei suoi scritti intitolata Blues & Chaos: The Music Writing of Robert Palmer, curata da Anthony DeCurtis, è stata pubblicata postuma da Simon & Schuster il 10 novembre 2009.

## Morte ed eredità
Palmer morì di malattia al fegato presso il Westchester County Medical Center di Valhalla, New York, il 20 novembre 1997.
Sua figlia, Augusta Palmer, ha diretto un documentario intitolato The Hand of Fatima (2009) sul rapporto duraturo di Palmer con i Maestri Musicisti di Jajouka .